# Segura de la Sierra
Segura de la Sierra es una localidad y municipio español de la provincia de Jaén, en la comunidad autónoma de Andalucía, perteneciente a la comarca de Sierra de Segura. Cuenta con una población de 1688 habitantes (INE 2024). Su término municipal con una extensión de 225,02 km², es el más disgregado de la provincia, llegando a tener cuatro enclaves aparte del núcleo principal. Los cinco enclaves se encuentran dentro del Parque natural de las Sierras de Cazorla, Segura y Las Villas y encuadran a un total de dieciocho núcleos de población, trece de ellos poblados, siendo la pedanía de Cortijos Nuevos la mayor.
En 2018, Segura de la Sierra se unió a la red de Los pueblos más bonitos de España.

## Símbolos
Escudo

Escudo cuartelado en cruz. I cuartel: En gules, un castillo de oro, aclarado y mazonado, de sable. II cuartel: En oro, un pino sobre terraza, al natural. III cuartel: En plata, una montaña, al natural. IV cuartel: En oro, una segur de sable. Contorno español y timbre de corona real cerrada.

Cuartelado en cruz: I: En gules, un castillo de oro, aclarado y mazonado, de sable. II: En oro, un pino sobre terraza, al natural. III: En plata, una montaña, al natural. IV: En oro, una segur de sable. Contorno hispano-francés y timbre de corona de infante, elementos estos últimos a sustituir, por el contorno español y la corona real cerrada, siguiendo la normativa en vigor.

Bandera

## Geografía física

### Situación
Se encuentra a 174 km de Jaén, a 100 km de Úbeda y a 35 km de Beas de Segura, siendo Segura de la Sierra el corazón de la Sierra. Queda representado en la hoja del MTN50: n.º865 (enlace roto disponible en Internet Archive; véase el historial, la primera versión y la última). (2001). Siendo sus coordenadas: 38°18′N 02°39′O / 38.300, -2.650
| Noroeste: Orcera                           | Norte: Orcera         | Noreste: Orcera y Benatae                             |
| Oeste: Beas de Segura                      |                       | Este: Santiago-Pontones                               |
| Suroeste Beas de Segura y Hornos de Segura | Sur: Hornos de Segura | Sureste: Santiago-Pontones y Huéscar (por un exclave) |

### Orografía
Red geodésica
| Término municipal   | Punto geodésico   | Altitud   | Número | Hoja MTN | Coordenadas                      |
| ------------------- | ----------------- | --------- | ------ | -------- | -------------------------------- |
| Segura de la Sierra | Cabeza de la Mora | 1.687,161 | 88805  | 888      | 38°18′N 02°39′O / 38.300, -2.650 |
| Segura de la Sierra | Canteros          | 700,586   | 86492  | 864      | 38°18′N 02°39′O / 38.300, -2.650 |
| Segura de la Sierra | El Banderín       | 1.966,135 | 92958  | 929      | 38°18′N 02°39′O / 38.300, -2.650 |
| Segura de la Sierra | El Yelmo (Jaén)   | 1.807,850 | 88754  | 887      | 38°15′N 2°39′O / 38.250, -2.650  |

### Climatología
El clima de la Sierra de Segura es predominantemente mediterráneo continental, con influencia del mediterráneo subtropical. La temperatura media anual ronda entre los 11 y 18 grados centígrados, oscilando entre los 35 °C de máxima a -8 °C de mínima. Las Lluvias medias anuales se sitúan entre 500 y 700 mm.

## Historia
Asentada en los montes denominados por los griegos Orospeda, fue conocida por algunos escritores helénicos, que refieren en el área nombres pintorescos, todos ellos relacionando el nacimiento del río Segura y el del Guadalquivir, con el lugar donde se halla enclavada, que sería posteriormente escenario de contiendas entre romanos y cartagineses, quizá la antigua Amturgi e Ilorci.
Pero sin duda el periodo de máximo esplendor histórico tuvo lugar bajo la dominación árabe, cuando pasó a llamarse شَقُورة (Shaqūra), posible resto de una anterior denominación romana como Secura. Cayó en poder de los musulmanes (guiados por Abul-Asvar) el año 781, y a este caudillo se debe la fortificación de la ciudad, cuyos vestigios nos hablan de una obra imponente e inaccesible. La población era gobernada por walíes, subordinados directamente a los emires de Córdoba.
Después de una serie de disensiones entre los almohades, fue ocupada por los cristianos, pasando por donación de Alfonso VIII a la Orden de Santiago, es interminable la lista de nobles e hidalgos que nacieron o vivieron allí, entre ellos el poeta Jorge Manrique, aunque también es posible que naciese en Paredes de Nava, en la actual provincia de Palencia. No se ha conservado ningún documento específico que certifique su nacimiento en alguna de las dos localidades.[cita requerida]
En 1243, el emir de la taifa de Murcia (Ibn Hud al-Dawla) firmó las capitulaciones de Alcaraz, con el rey Fernando III. El territorio de Segura de la Sierra se integra así a la Corona de Castilla dentro de Reino de Murcia hasta 1833, en que se crea la actual provincia de Jaén.
En 1517 tras la visita de Carlos I de España a la plaza, se construye la fuente en honor a este, ubicada por debajo de la Plaza de la Encomienda, la principal de la villa, y en las inmediaciones de la iglesia de Nuestra Señora del Collado.
Se trata de una fuente renacentista aunque claramente de transición, puesto que se aprecian elementos gótico flamígeros, hecha de piedra dispuesta en aparejo regular, dividida en dos cuerpos y tres calles, con el escudo de armas del Rey Carlos I de España en el centro, enmarcado con un águila bicéfala.
Durante le reinado de Felipe II, Segura de la Sierra quiso controlar algunas aldeas del interior de la Sierra de Segura como Marchena (Jaén) o Miller (Jaén), entre otras. En cambio, éstas fueron controladas por El Hornillo o Santiago de la Espada a partir de 1574. No obstante, Miller (Jaén) es la última aldea al norte del término municipal de Santiago-Pontones que hace frontera con el de Segura de la Sierra. 
La invasión napoleónica convirtió la población en una hoguera descomunal que destruyó por completo los Archivos, llevándose consigo gran parte de su historia, la cual aún hoy permanece en gran parte desconocida.

## Geografía humana

### Demografía
Cuenta con una población de 1688 habitantes (INE 2024).
| Gráfica de evolución demográfica de Segura de la Sierra entre 1842 y 2021 |
| |
| Población de derecho según los censos de población del INE. Población de hecho según los censos de población del INE.En 1857 disminuye el término del municipio porque independiza a Pontones. |

### Núcleos de población
| Núcleos de población                   | Habitantes | Mujeres | Hombres | Distancia (km) |
| -------------------------------------- | ---------- | ------- | ------- | -------------- |
| Segura de la Sierra (Núcleo principal) | 284        | 140     | 144     | 0 km           |
| Arroyo Canales                         | 96         | 48      | 48      | 20 km.         |
| Arroyo Frío                            | 16         | 8       | 8       | 21 km          |
| El Batán                               | 86         | 41      | 45      | 6 km           |
| Carrasco                               | 149        | 74      | 75      | 13 km          |
| Catena Alto                            | 18         | 8       | 10      | 18 km          |
| Cortijos Nuevos                        | 982        | 484     | 498     | 15 km          |
| Las Juntas                             | 13         | 7       | 6       | 66 km          |
| Moralejos                              | 4          | 2       | 2       | 6 km           |
| El Ojuelo                              | 214        | 106     | 108     | 18 km          |
| Pantano de Guadalmena                  | 10         | 4       | 6       | 42 km          |
| El Puerto                              | 10         | 3       | 7       | 19 km          |
| Rihornos                               | 37         | 16      | 21      | 10 km          |
| El Robledo                             | 131        | 62      | 69      | 20 km          |

## Economía

### Evolución de la deuda viva municipal
El concepto de deuda viva contempla sólo las deudas con cajas y bancos relativas a créditos financieros, valores de renta fija y préstamos o créditos transferidos a terceros, excluyéndose, por tanto, la deuda comercial.
| Gráfica de evolución de la deuda viva del Ayuntamiento de Segura de la Sierra entre 2008 y 2024                |
| |
| Deuda viva del Ayuntamiento de Segura de la Sierra, en miles de euros, según datos del Ministerio de Hacienda. |

## Organización político-administrativa

### Elecciones municipales
| Elecciones municipales desde 1979                     | Elecciones municipales desde 1979 | Elecciones municipales desde 1979 | Elecciones municipales desde 1979 | Elecciones municipales desde 1979 | Elecciones municipales desde 1979 | Elecciones municipales desde 1979 | Elecciones municipales desde 1979 | Elecciones municipales desde 1979 | Elecciones municipales desde 1979 | Elecciones municipales desde 1979 | Elecciones municipales desde 1979 | Elecciones municipales desde 1979 | Elecciones municipales desde 1979 |
|                                                       |                                   | 1979                              | 1983                              | 1987                              | 1991                              | 1995                              | 1999                              | 2003                              | 2007                              | 2011                              | 2015                              | 2019                              | 2023                              |
| ----------------------------------------------------- | --------------------------------- | --------------------------------- | --------------------------------- | --------------------------------- | --------------------------------- | --------------------------------- | --------------------------------- | --------------------------------- | --------------------------------- | --------------------------------- | --------------------------------- | --------------------------------- | --------------------------------- |
|                                                       | AP/PP                             | -                                 | 2                                 | 3                                 | 2                                 | 3                                 | 2                                 | 2                                 | 3                                 | 2                                 | 2                                 | 2                                 | 5                                 |
|                                                       | PSOE                              | 5                                 | 9                                 | 8                                 | 9                                 | 8                                 | 9                                 | 9                                 | 8                                 | 6                                 | 7                                 | 7                                 | 4                                 |
|                                                       | REDABITABLE                       | -                                 | -                                 | -                                 | -                                 | -                                 | -                                 | -                                 | -                                 | 3                                 | -                                 | -                                 | -                                 |
|                                                       | UCD                               | 6                                 | -                                 | -                                 | -                                 | -                                 | -                                 | -                                 | -                                 | -                                 | -                                 | -                                 | -                                 |
| En negrilla el partido más votado                     |                                   |                                   |                                   |                                   |                                   |                                   |                                   |                                   |                                   |                                   |                                   |                                   |                                   |
| Fuente:Datos de las elecciones municipales desde 1979 |                                   |                                   |                                   |                                   |                                   |                                   |                                   |                                   |                                   |                                   |                                   |                                   |                                   |

### Alcaldía
| Periodo   | Nombre                                           | Partido |
| --------- | ------------------------------------------------ | ------- |
| 1979-1983 | Isidro Martínez Lapeña 1980: Ángel Serrano López | UCD     |
| 1983-1987 | Manuel Cerdán Sánchez                            | PSOE    |
| 1987-1991 | Manuel Cerdán Sánchez                            | PSOE    |
| 1991-1995 | Manuel Cerdán Sánchez                            | PSOE    |
| 1995-1999 | Manuel Cerdán Sánchez                            | PSOE    |
| 1999-2003 | Manuel Cerdán Sánchez                            | PSOE    |
| 2003-2007 | Manuel Cerdán Sánchez                            | PSOE    |
| 2007-2011 | Jacinto Jesús Viedma Quesada                     | PSOE    |
| 2011-2015 | María Esperanza Chinchilla Vizcaíno              | PSOE    |
| 2015-2019 | María Esperanza Chinchilla Vizcaíno              | PSOE    |
| 2019-2023 | María Esperanza Chinchilla Vizcaíno              | PSOE    |
| 2023-act. | José Manuel Martínez Robles                      | PP      |

## Patrimonio y monumentos

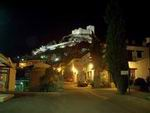
Vista nocturna.

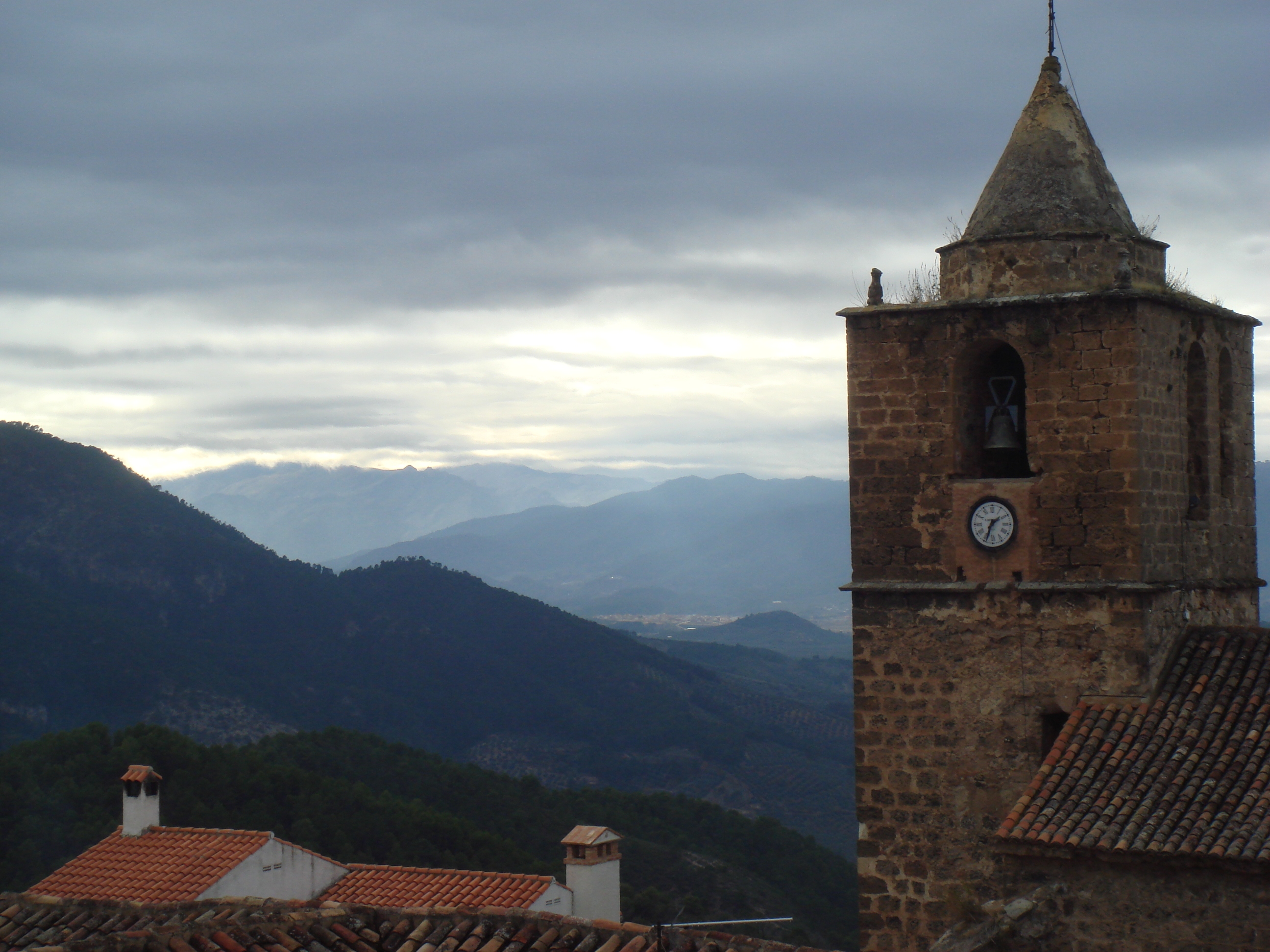
Segura de la Sierra (Jaén)

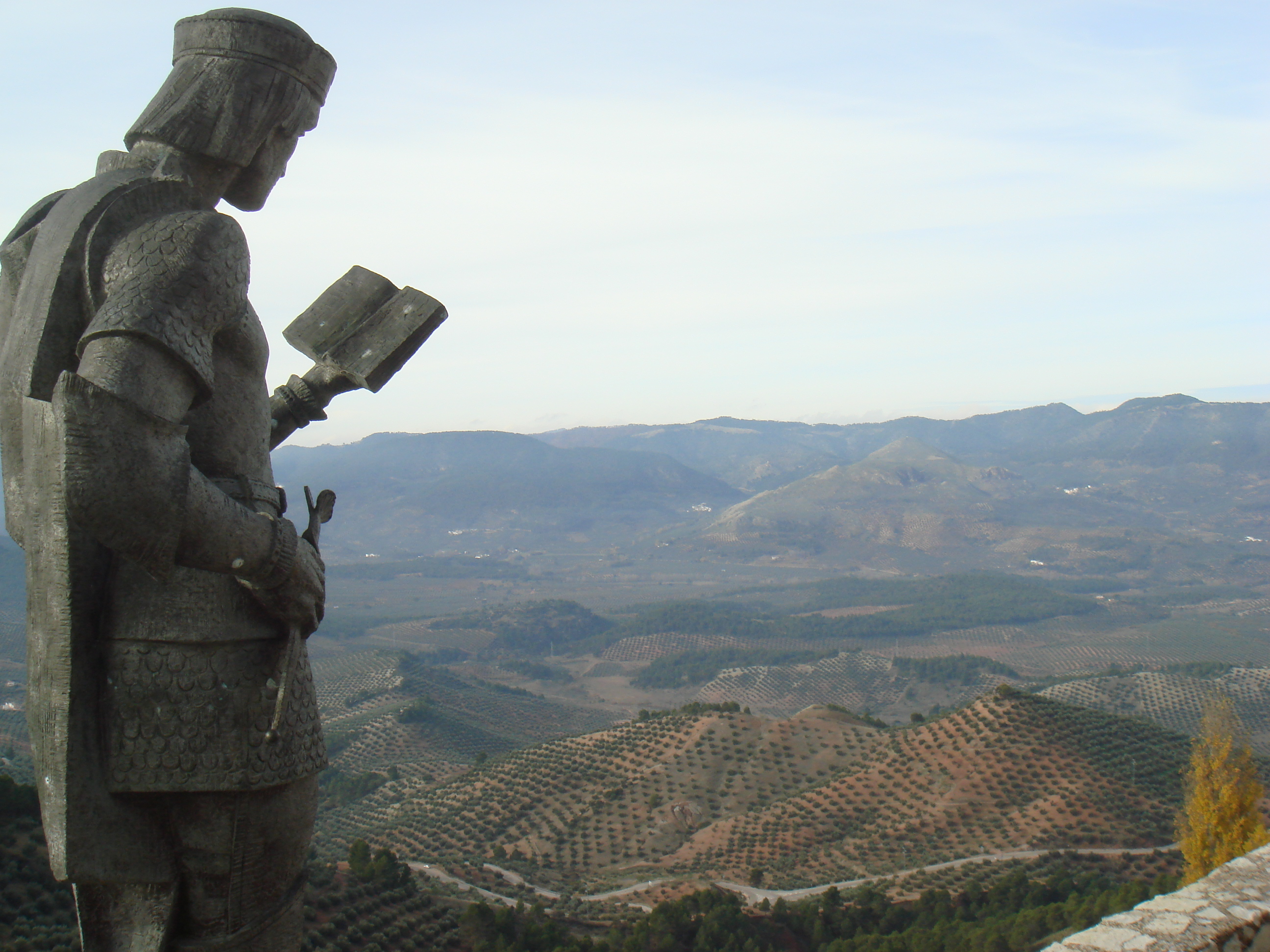
Monumento a Jorge Manrique

Segura de la Sierra fue declarada en 1972 Conjunto Histórico-Artístico.
La villa ofrece, a grandes rasgos, la misma fisonomía de tiempos pasados, conservando en sus empinadas y silenciosas callejuelas el gusto evocador del ayer.
Como monumento más significativo señalaremos el Castillo Mudéjar, eterno vigía situado en lo más alto del pueblo y rodeado por la antigua muralla que aún conserva algunos torreones.
La Fuente Imperial blasonada con el escudo de Carlos V se encuentra junto a la Iglesia Parroquial de Nuestra Señora del Collado, que alberga un 'Descendimiento' atribuido a Gregorio Fernández y una talla en alabastro de la Virgen de la Peña.
El Ayuntamiento con su portada plateresca fue restaurado recientemente.
Por último merece la pena nombrar los modestos Baños Árabes del siglo XI que también han sido restaurados y pueden ser visitados.
En el año 2004 los trece ayuntamientos de la comarca de la Sierra de Segura (Arroyo del Ojanco, Beas de Segura, Benatae, Génave, Hornos, Orcera, Puente de Génave, La Puerta de Segura, Santiago-Pontones, Segura de la Sierra, Siles, Torres de Albanchez y Villarrodrigo) constituyeron la extinguida Fundación Patrimonio Sierra de Segura y en 2005 el C.E.S.S. (Centro de Estudios Sierra de Segura), para velar por los intereses comunes y el estudio y la promoción de la comarca en los órdenes cultural, histórico y patrimonial. Su sede se encontraba en Segura de la Sierra.

## Fiestas patronales
Las fiestas patronales se celebran en honor a la Virgen del Rosario entre los días 4 y 8 de octubre y mezclan el fervor religioso con la alegría de los festejos, esos días el pueblo se llena de las gentes de pueblos cercanos que acuden en masa.
Durante el día se suceden las corridas de toros en la plaza cuadrilonga de origen árabe al pie del Castillo y las competiciones de Bolos serranos. Por la noche la verbena se ameniza con las típicas Jotas y los pasodobles.

### Romería de San Isidro
San Isidro es el patrón de la pedanía de Cortijos Nuevos. El 15 de mayo se celebra una tradicional romería en honor al santo en el paraje de La Lomilla, junto a la aldea de El Ojuelo. En ella se agrupan, después de procesionar al Santo y realizar una misa, los habitantes del pueblo para disfrutar de un día campestre de convivencia y diversión, en el que no falta la correspondiente comida que elabora cada uno y luego van poniendo en común en los diferentes grupos. La noche anterior se celebra una verbena que dura hasta altas horas de la madrugada.
En tiempos de antaño la Romería de San Isidro se hacía de manera diferente a como se realiza actualmente. Esta romería se hacía desde Cortijos Nuevos hasta Morciguillinas, donde entonces vivían allí los guardas forestales y en el cual existía un secadero de piñas. Se utilizaba un carro del que tiraban un par de toros, se cubría el carro con ramas de pino, ponían el Santo en medio y se subían 4 chicas, una en cada esquina, y toda la gente procesionaba durante el camino. También iba el cura acompañando al santo y decía misa.